# Rift d'Àfrica Oriental

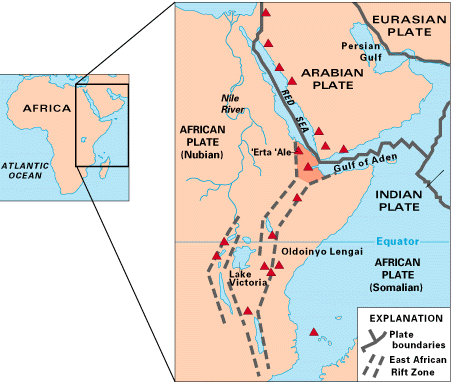
Mapa de l'est d'Àfrica que mostra alguns volcans actius històricament (com triangles vermells) i el Triangle Afar (ombra al centre), que és un punt de triple unió on tres plaques s'empenten: la placa Aràbiga i les dues parts de la placa Africana: la placa núbia i la placa somali, dividint l'est africà en dues parts

El Rift d'Àfrica Oriental és una falla continental activa situada a l'est d'Àfrica. El Rift començà a estendre's al voltant del miocé fa 25-22 milions d'anys. Se'l considerava antigament part de la Gran Vall del Rift que s'estenia fins a Àsia Menor.
El Rift és una regió estreta on es dona la divergència de plaques, en què la placa africana s'està dividint en dues plaques tectòniques, anomenades placa somali i placa núbia, a un ritme de 6-7 mm anualment. Si l'extensió continua, la ruptura de la litosfera es produirà en 10 milions d'anys, esquinçarà finalment la placa somali i crearà una nova conca oceànica.

## Extensió
Una sèrie de conques de falles s'hi alineen de nord a sud, formant el sistema del Rift d'Àfrica Oriental, que s'estén milers de quilòmetres. Aquest sistema de falles té dues branques principals:
- La Vall del Rift Oriental que inclou el Gran Rift Etíop, que s'estén des de l'est des de la Triple Unió d'Afar, continuant al sud cap a la Vall del Rift Kenyana, i[4]
- La Vall del Rift Occidental, que inclou la falla Albertina, i més al sud, la vall del llac Malawi. Al nord de la Triple Unió d'Afar, el rift segueix un de dos possibles cursos: a l'oest el rift de la Mar Roja, o a l'est la dorsal d'Aden al golf d'Aden.

El Rift d'Àfrica Oriental va des de la Triple Unió d'Afar en la depressió d'Afar a Etiòpia per l'est d'Àfrica, i acaba a Moçambic. El Rift d'Àfrica Oriental travessa Etiòpia, Kenya, Uganda, Rwanda, Burundi, Zàmbia, Tanzània, Malawi i Moçambic. També recorre la costa de Moçambic al llarg dels grabens de Kerimba i Lacerda, als quals se'ls uneix la cadena de Davie, una zona de fractura antiga de 2.200 km de longitud que travessa la conca occidental somali, i defineix la frontera entre Tanzània i Moçambic. La cadena de Davie té entre 30 a 120 km d'ample, amb la cara orientada a l'est al llarg de la meitat sud que s'eleva fins a 2.300 m sobre el fons del mar. El seu desplaçament és concurrent amb el desplaçament del Rift d'Àfrica Oriental.

## Teories contraposades sobre l'evolució geològica
Al llarg del temps, s'han proposat diverses teories per esclarir l'evolució del Rift d'Àfrica Oriental. El 1972 es proposà que no era producte d'una activitat tectònica, sinó causat per diferències en la densitat de l'escorça. Altres proposaren que era una superploma africana la que causava la deformació del mantell. Les signatures geoquímiques de diverses laves d'Etiòpia suggereixen l'acció de diverses fonts de plomes: una en té almenys el seu naixent en el mantell profund, i una altra en la litosfera subcontinental. Encara és un tema de controvèrsia l'assumpte de les plomes del mantell profundes, i no està confirmada.
La teoria més acceptada es formulà al 2009: que el magmatisme i la tectònica de plaques interactuen i s'influeixen mútuament, controlades per les condicions que es desenvolupen al rift. També se suggerí que l'acurtament de la litosfera el generava l'activitat volcànica, que potenciava els processos magmàtics existents tals com intrusions i moltes plomes petites. Aquests processos afinen encara més la litosfera en zones saturades, i fan que es comporte com una dorsal oceànica.